# Prêmio Bodil
Prêmio Bodil é a maior premiação dinamarquesa para o cinema, atribuída anualmente desde 1948 pela Associação de Críticos de Cinema de Copenhague (Filmmedarbejderforeningen - FMF). O nome do prêmio vem de duas importantes atrizes do cinema dinamarquês: Bodil Kjer e Bodil Ipsen.
As estatuetas do Prêmio Bodil são feitas de porcelana, tendo sido desenhadas pelo artista plástico dinamarquês Ebbe Sadolin e esculpidas por Svend Jespersen da empresa de porcelana Bing and Grøndahl.
A edição 2013 da premiação, relativa aos filmes de 2012 lançados na Dinamarca, deve acontecer no sábado, 16 de março, no Teatro Bremen, em Copenhague. O filme En kongelig affære, concorrente dinamarquês ao Oscar de melhor filme estrangeiro de 2013, é o recordista de indicações, com seis ao todo.

## Categorias
Os Prêmios Bodil são divididos nas seguintes categorias:
- Melhor Filme Dinamarquês
- Melhor Ator (principal)
- Melhor Atriz (principal)
- Melhor Ator Coadjuvante
- Melhor Atriz Coadjuvante
- Melhor Filme Americano (sob o nome de Melhor Filme Não-Europeu de 1961 a 1969)
- Melhor Filme Não-Americano (sob o nome de Melhor Filme Europeu de 1961 a 1969)
- Melhor Documentário ou Curta-Metragem

Outros Prêmios Bodil atribuídos intermitentemente são o Prêmio dos Cineastas, um Bodil especial para o trabalho de determinado(a) realizador(a) de cinema ao longo do ano, e um Bodil honorário a quem, ao longo da vida, construiu uma carreira inspiradora para o cinema tanto dinamarquês, quanto mundial.

### Vencedores do Prêmio Bodil de Melhor Filme Dinamarquês
- 2011 - Melancolia
- 2010 - R
- 2009 - Anticristo
- 2008 - Kunsten at græde i kor
- 2007 - Drømmen
- 2006 - Drabet
- 2005 - Kongekabale
- 2004 - Dogville
- 2003 - Elsker dig for evigt
- 2002 - En Kærlighedshistorie
- 2001 - Bænken
- 2000 - Den Eneste ene
- 1999 - Festen
- 1998 - Let's Get Lost
- 1997 - Breaking the Waves
- 1996 - Menneskedyret
- 1995 - Riget
- 1994 - De Frigjorte
- 1993 - Kærlighedens smerte
- 1992 - Europa
- 1991 - Lad isbjørnene danse
- 1990 - Dansen med Regitze
- 1989 - Skyggen af Emma
- 1988 - Pelle erobreren
- 1987 - Flamberede hjerter
- 1986 - unknown Manden i månen
- 1985 - Forbrydelsens element
- 1984 - Skønheden og udyret
- 1983 - Der er et yndigt land
- 1982 - Gummi-Tarzan
- 1981 - Jeppe på bjerget
- 1980 - Johnny Larsen
- 1979 - Honning måne
- 1978 - Mig og Charly
- 1977 - Drenge
- 1976 - Den Korte sommer
- 1975 - Lars-Ole 5C
- 1974 - Desconhecido
- 1973 - Flugten
- 1972 - Den Forsvundne fuldmægtig
- 1971 - Ang.: Lone
- 1970 - Midt i en jazztid
- 1969 - Balladen om Carl-Henning
- 1968 - Människor möts och ljuv musik uppstår i hjärtat
- 1967 - Sult
- 1966 - Slå først, Frede!
- 1965 - Gertrud
- 1964 - Gade uden ende
- 1963 - Weekend
- 1962 - Harry og kammertjeneren
- 1961 - Den Sidste vinter
- 1960 - Vi er allesammen tossede
- 1959 - En Fremmed banker på
- 1958 - Bundfald
- 1957 - Ingen tid til kærtegn
- 1956 - På tro og love
- 1955 - Der kom en dag e Ordet
- 1954 - Farlig ungdom
- 1953 - Adam og Eva
- 1952 - Sande ansigt, Det
- 1951 - Café Paradis
- 1950 - Susanne
- 1949 - Støt står den danske sømand
- 1948 - Soldaten og Jenny